# Academia de Historia Eclesiástica
La Academia de Historia Eclesiástica de Sevilla funciona entre 1791 y 1806, aunque con algunas interrupciones, formada por un grupo de teólogos en el Colegio de Santa María de Jesús de esa ciudad.
Fue fundada por los colegiajes Arjona, Blanco, Sotelo y otros, como respuesta a una enseñanza superior estancada por la tradición y para satisfacer el ansia de conocimientos que imponía la Ilustración. En ella participaron muchos de los miembros de la Escuela poética sevillana y de la Academia de letras humanas de Sevilla.

## Fuente
- Francisco Aguilar Piñal, Historia de Sevilla: Siglo XVIII, Volumen 6. Sevilla: Universidad de Sevilla, 1989.

- Datos: Q5655814